# Дайсецу Тейтаро Судзуки
Дайсецу Тейтаро Судзуки е японски философ и психолог, виден популяризатор на дзен будизма. Професор по философия в университета Отани в Киото. Член на Японската академия на науките.

## Биография
Роден е на 18 октомври 1870 г. в Канадзава като Тейтаро Судзуки. Будисткото си име „Дайсецу“, което означава „Голямо смирение“, а канджито, с което се изписва може да означава още „Много непохватен“ му е дадено от дзен учителя му Соен Шаку. През 1892 г. завършва филологическия факултет на Токийския университет. В младостта си е светски ученик на дзен школата Риндзай. От 1909 до 1920 преподава в Университета Гакусюин и в Токийския императорски университет. От 1921 в продължение на 20 години преподава в Университета Отани, където получава професорско звание. През 1936 като гостуващ преподавател посещава Великобритания, където чете лекции за будизма. Продължително време живее САЩ и Европа, чете лекции по будизъм в Колумбийския университет, в Харвардския университет, както и в много други университети и колежи.
През 1940-те години води семинари по дзен будизъм в Колумбийския университет в Ню Йорк, където се запознава с Карен Хорни и Ерих Фром, с които установява сътрудничество. С негово съдействие през 1951 К. Хорни посещава Япония за запознаване с дзен будизма, а Фром организира в своята къща в Куернавака специален семинар по дзен будизъм и психоанализа. Семинарът се провежда под ръководството на Сузуки и Фром. Въз основа на материалите от семинара е публикувана тяхната обща книга „Дзенбудизъм и психоанализа“ (1960, в съавторство с Ричард Де Мартино). Книгата е публикувана и на български език.